# باشگاه هندبال سپاهان
باشگاه هندبال فولاد مبارکه سپاهان یک باشگاه هندبال ایرانی است که در شهر اصفهان قرار دارد. این باشگاه، زیر مجموعه‌ای از باشگاه فرهنگی ورزشی فولاد مبارکه سپاهان می‌باشد. این تیم در لیگ هندبال مردان و لیگ هندبال زنان ایران رقابت می‌کند.
تیم مردان این باشگاه با 17 قهرمانی در لیگ برتر هندبال مردان ایران رکورددار قهرمانی در این رقابت هاست.
تیم زنان این باشگاه مقام قهرمانی و نائب قهرمانی و سومی لیگ برتر را در کارنامه دارد.

## بازیکنان برجسته
- الله کرم استکی
- ایمان جمالی